# Lista de membros do Red Hot Chili Peppers
Red Hot Chili Peppers é uma banda de rock alternativo formada em Los Angeles, Califórnia, em 1983.  A banda foi fundada pelo vocalista Anthony Kiedis, o guitarrista Hillel Slovak, o baixista Flea e o baterista Jack Irons depois de se conhecerem na Fairfax High School. Desde a sua criação o Red Hot Chili Peppers tem mantido uma linha de quatro membros, com quatorze membros oficiais ao total.
Duas semanas antes de assinar com a EMI, Slovak e Irons tinham obtido um contrato com a gravadora MCA Records através de outra banda, What Is This?,  deixando o Red Hot Chili Peppers. Ao invés de dissolverem o grupo, Kiedis e Flea decidiram recrutar novos membros, o baterista Cliff Martinez e o guitarrista Jack Sherman, e em 10 de agosto de 1984 lançaram seu álbum de estréia.  Devido a problemas de relacionamento com Anthony Kiedis, Sherman foi demitido, o que fez com que Slovak retornasse ao Chili Peppers em 1985. A banda então demitiu Cliff Martinez no verão de 1986, e substituiu-o pelo membro fundador Jack Irons, que estava sem trabalho e, finalmente, livre de outros compromissos. Durante este período, Kiedis e Slovak desenvolveram graves dependências tóxicas, que resultou na breve saída de Kiedis no mesmo ano. Em 25 de junho de 1988, Slovak morreu decorrente de uma overdose de heroína logo após o fim da turnê de seu terceiro álbum. Irons posteriormente deixou o grupo, dizendo que não queria ser parte de uma banda onde seus amigos estavam morrendo.
Tentando lidar com a morte de Slovak e a saída de Irons, Kiedis e Flea contrataram o baterista do Dead Kennedys, D. H. Peligro, além do guitarrista DeWayne McKnight. O tempo de McKnight na banda foi breve, durando apenas três shows em setembro de 1988, antes de ser demitido. Ele foi substituído por John Frusciante em outubro de 1988. Peligro ficaria mais alguns meses no grupo antes de também ser demitido. Apesar de várias audições abertas, o Red Hot Chili Peppers ficou sem um baterista. Eventualmente, um amigo da banda disse-lhes sobre um baterista que conhecia, Chad Smith. Depois de uma jam bem sucedida, Kiedis, Flea e Frusciante admitiram Smith no Red Hot Chili Peppers em novembro de 1988 e no ano seguinte gravaram o álbum Mother's Milk.
Em maio de 1992, durante a turnê do Blood Sugar Sex Magik, Frusciante saiu do grupo devido à sua incapacidade de lidar com a popularidade e ao seu vício em drogas. Zander Schloss fez um  período de teste no grupo, mas depois de quatro dias, Kiedis, Flea, e Smith decidiram que Schloss não se encaixava em seus planos para o futuro. O guitarrista Arik Marshall substituiu Schloss, mas durante a pré-produção do sexto álbum de estúdio, problemas ele e a banda causaram sua demissão no início de 1993. Jesse Tobias foi recrutado após uma série de audições, mas seu tempo com no grupo foi breve. Eles finalmente contrataram o guitarrista Dave Navarro, membro do Jane's Addiction, em 05 de setembro de 1993.
Em abril de 1998, foi anunciado que Navarro tinha deixado a banda devido a diferenças criativas.  No mesmo mês, Frusciante retornou a banda depois de um pedido de Flea. No final de 2007, o Red Hot Chili Peppers entrou em um hiato, com Kiedis citando a exaustão como a principal razão. Em dezembro de 2009, Frusciante postou uma mensagem em seu site oficial anunciando sua saída da banda. Ele afirmou que deixou Red Hot Chili Peppers durante o hiato para se concentrar em sua carreira solo. Josh Klinghoffer, que atuou como membro de apoio em 2007 na Stadium Arcadium Tour e em projetos solo de John Frusciante, se tornou o novo guitarrista. Em agosto de 2011 o grupo lançou o álbum I'm with You e em 2016 
The Getaway.
Em 15 de dezembro de 2019, a banda anunciou pelo Instagram a volta do guitarrista John Frusciante e a saída de Josh Klinghoffer.
Em 14 de abril de 2012 a banda foi induzida ao Hall da Fama do Rock. Flea, Frusciante, Irons, Kiedis, Klinghoffer, Martinez, Slovak e Smith foram os membros introduzidos.

Em 28 de outubro de 2022, D.H. Peligro morreu após ferimentos de uma queda acidental.

## Membros

### Atuais
O Red Hot Chili Peppers tem como membros um vocalista, um baixista, um baterista e um guitarrista.
| Imagem                 | Nome            | Anos na banda                       | Instrumentos                           | Contribuições |
| ---------------------- | --------------- | ----------------------------------- | -------------------------------------- | --- |
| Anthony Kiedis         | Anthony Kiedis  | 1983–atualmente                     | vocais                                 | Todos os álbuns do Red Hot Chili Peppers lançados |
| Michael "Flea" Balzary | Flea            | 1983–atualmente                     | baixo, backing vocals, trompete, piano | Todos álbuns do Red Hot Chili Peppers lançados |
| Chad Smith             | Chad Smith      | 1988–atualmente                     | baterista, percussão                   | Todos álbuns do Red Hot Chili Peppers lançados desde Mother's Milk (1989) |
|                        | John Frusciante | 1988-1992, 1998-2009, 2019-presente | guitarra, backing vocals               | Mother's Milk (1989), Blood Sugar Sex Magik (1991), Californication (1999), By the Way (2002), Stadium Arcadium (2006), Unlimited Love (2022), Return of the Dream Canteen (2022) |

### Antigos
Os ex-membros do Red Hot Chili Peppers consiste em sete guitarristas e três bateristas.
| Imagem           | Nome             | Anos na banda   | Instrumentos                      | Contribuições |
| ---------------- | ---------------- | --------------- | --------------------------------- | --- |
| Hillel Slovak    | Hillel Slovak    | 1983, 1985–1988 | guitarra, backing vocals          | Freaky Styley (1985), The Uplift Mofo Party Plan (1987), The Abbey Road E.P. (1988),"Fire" de Mother's Milk (1989), What Hits!? (1992), Out in L.A. (1994), Under the Covers: Essential Red Hot Chili Peppers (1998) |
| —                | Jack Irons       | 1983, 1986–1988 | bateria, percussão                | The Uplift Mofo Party Plan (1987), The Abbey Road E.P. (1988), "Fire" de Mother's Milk (1989), What Hits!? (1992), Out in L.A. (1994), Under the Covers: Essential Red Hot Chili Peppers (1998)                      |
| Jack Sherman     | Jack Sherman     | 1983–1985       | guitarra, backing vocals          | The Red Hot Chili Peppers (1984) |
| —                | Cliff Martinez   | 1983–1986       | bateria, percussão                | The Red Hot Chili Peppers (1984), Freaky Styley (1985) |
| DeWayne McKnight | DeWayne McKnight | 1988            | guitarra, backing vocals          | "Blues for Meister" de Out in L.A. (1994) |
| —                | D.H. Peligro     | 1988            | bateria, percussão                | Nenhuma |
| —                | Arik Marshall    | 1992–1993       | guitarra, backing vocals          | Nenhuma |
| —                | Jesse Tobias     | 1993            | guitarra, backing vocals          | Nenhuma |
| Dave Navarro     | Dave Navarro     | 1993–1998       | guitarra, backing vocals          | One Hot Minute (1995), Rock & Roll Hall of Fame Covers EP (2012) |
|                  | Josh Klinghoffer | 2009-2019       | guitarra, backing vocals; teclado | I'm with You (álbum) (2011), The Getaway (álbum) (2016) |

## Membros de turnê
O Red Hot Chili Peppers empregou inúmeros músicos de turnê ao longo de sua carreira. Um músico de turnê é um membro não oficial da banda, que só se apresenta ao vivo e não contribui para lançamentos de estúdio.

### Atuais
| Imagem | Nome         | Anos na banda   | Instrumentos | Referência(s) |
| ------ | ------------ | --------------- | ------------ | ------------- |
| —      | Chris Warren | 2006–atualmente | teclado      | [ 23 ] [ 24 ] |

### Antigos
| Imagem                 | Nome                   | Anos na banda | Instrumentos                      | Referências   |
| ---------------------- | ---------------------- | ------------- | --------------------------------- | ------------- |
| —                      | Mauro Refosco          | 2011–2014     | percussão                         | [ 23 ] [ 24 ] |
| Josh Klinghoffer       | Josh Klinghoffer       | 2007          | guitarra, teclado, backing vocals | [ 25 ]        |
| Marcel Rodriguez-Lopez | Marcel Rodriguez-Lopez | 2006–2007     | teclado, clavinet, percussão      | [ 26 ]        |
| —                      | Rob Rule               | 1995–1996     | guitarra, backing vocals          | [ 27 ]        |
| —                      | Rain Phoenix           | 1995–1996     | backing vocals                    | [ 28 ]        |
| —                      | Acacia Ludwig          | 1995–1996     | backing vocals                    | [ 29 ]        |
| —                      | Vicki Calhoun          | 1989–1990     | backing vocals                    | [ 30 ]        |
| —                      | Philip "Fish" Fisher   | 1988          | bateria, percussão                | [ 30 ]        |
| —                      | Keith "Tree" Barry     | 1987–1990     | saxofone                          | [ 30 ]        |

## Músicos de sessão
Músicos de sessão são intérpretes vocais ou instrumentais disponíveis para trabalhar para outros músicos apenas em sessões de gravação. O Red Hot Chili Peppers empregou inúmeros músicos de sessão em sua carreira. A seguir estão esses músicos de acordo com suas contribuições:
| The Red Hot Chili Peppers (1983) - Keith Barry – Viola - Gwen Dickey – background vocals - Patrick English – trompete - Kenny Flood – Saxofone tenor - Phil Ranelin – trombone Freaky Styley (1985) - Steve Boyd - backing vocals - George Clinton - backing vocals - Benny Cowan - trompete - Larry Fratangelo - percussão - Shirley Hayden - backing vocals - Robert "Peanut" Johnson - backing vocals - Lous "Bro" Kabbabie - backing vocals - Pat Lewis - backing vocals - Maceo Parker - saxofone - Mike "Clip" Payne - backing vocals - Gary Shider - backing vocals - Joel Virgel - backing vocals - Fred Wesley - trombone - Andre Williams - backing vocals The Uplift Mofo Party Plan (1987) - Michael Beinhorn – background vocals - John Norwood Fisher – background vocals - David Kendly – background vocals - Angelo Moore – background vocals - Annie Newman – background vocals Mother's Milk (1989) - Philip "Fish" Fisher – bateria em "Taste the Pain" - Keith "Tree" Barry – saxofone tenor em "Subway to Venus" e "Sexy Mexican Maid" - Patrick English – trompete em "Subway to Venus" - Lon – trombone em "Subway to Venus" - Dave Coleman – cello em "Taste the Pain" - Wag – backing vocals em "Good Time Boys" e "Higher Ground" - Randy Ruff – backing vocals em "Good Time Boys" e "Higher Ground" - Jack Sherman – backing vocals em "Good Time Boys" e "Higher Ground" - Joel Virgel Viergel – backing vocals em "Good Time Boys" e "Higher Ground" - Iris Parker – backing vocals em "Good Time Boys" e "Higher Ground" - Julie Ritter – backing vocals em "Good Time Boys" e "Higher Ground" - Gretchen Seager – backing vocals em "Good Time Boys" e "Higher Ground" - Laure Spinosa – backing vocals em "Good Time Boys" e "Higher Ground" - Sir Babs – backing vocals em "Good Time Boys" e "Higher Ground" - Merill Ward – backing vocals em "Good Time Boys" e "Higher Ground" - Bruno Deron – backing vocals em "Good Time Boys" e "Higher Ground" - Aklia Chinn, Kristen Vigard e Vicki Calhoun – backing vocals em "Good Time Boys", "Higher Ground" e "Johnny, Kick A Hole in the Sky" | Blood Sugar Sex Magik (1991) - Brendan O'Brien – teclado em "Breaking the Girl" e "Sir Psycho Sexy" - Gail Frusciante – refrão em "Under the Bridge" - Pete Weiss – Berimbau de boca em "Give It Away" One Hot Minute (1995) - Keith "Tree" Barry – violino em "Tearjerker" - Jimmy Boyle – backing vocals - Lenny Castro – percussão em "Walkabout", "My Friends", "One Hot Minute", "Deep Kick" e "Tearjerker" - Aimee Echo – backing vocals em "One Hot Minute" e "One Big Mob" - John Lurie – harmônica em "One Hot Minute" - Stephen Perkins – percussão em "One Big Mob" - Kristen Vigard – backing vocals em "Falling into Grace" Californication (1999) - Greg Kurstin – teclados - Patrick Warren – Orgão em "Road Trippin'" Stadium Arcadium (2006) - Billy Preston – clavinet em "Warlocks" - Omar Rodriguez-Lopez – guitarra solo em "Especially in Michigan" - Emily Kokal – vocais no refrão em "Desecration Smile" - Brad Warnaar – trompa em "Stadium Arcadium" - Richard Dodd – violoncelo em "She Looks to Me" - Natalie Baber, Mylissa Hoffman, Alexis Izenstark, Spencer Izenstark, Dylan Lerner, Kyle Lerner, Gabrielle Mosbe, Monique Mosbe, Sophia Mosbe, Isabella Shmelev, Landen Starman, Wyatt Starkman – vocais no refrão em "We Believe" - Michael Bolger – trombone em "Turn It Again" - Paulino De Costa e Lenny Castro – percussão adicional I'm with You (2011) - Mike Bulger – trompete em "Did I Let You Know" - Greg Kurstin – piano em "Goodbye Hooray", "Police Station" e "Even You Brutus?" - Money Mark – Orgão em "Look Around" - Mauro Refosco – percussão nas faixas "Monarchy of Roses", "Factory of Faith", "Ethiopia", "Annie Wants a Baby", "Look Around", "The Adventures of Rain Dance Maggie", "Did I Let You Know", "Happiness Loves Company", "Police Station", "Even You Brutus?" e "Dance, Dance, Dance" - Lenny Castro – percussão em Brendan's Death Song", "Goodbye Hooray" e "Meet Me at the Corner", percussão adicional em "Monarchy of Roses", "Factory of Faith", "Ethiopia", "Even You Brutus?" e "Dance, Dance, Dance". The Getaway (2017) - Elton John – piano em "Sick Love" - Mauro Refosco – percussão nas faixas "Sick Love", "Go Robot" |